# Conopeum nakanosum
Conopeum nakanosum är en mossdjursart som beskrevs av Grischenko, Dick och Shunsuke F. Mawatari 2007. Conopeum nakanosum ingår i släktet Conopeum och familjen Membraniporidae. Inga underarter finns listade i Catalogue of Life.